# Benjamin Vanninen
Benjam Benjamin Vanninen (* 29. Juni 1921 in Rautalakhti; † 22. Juli 1975 in Heinola) war ein finnischer Skilangläufer.
Vanninen, der für den Ounasvaaran Hiihtoseura startete, belegte bei den finnischen Meisterschaften 1945 und 1947 jeweils den zweiten Platz über 18 km. In den Jahren 1946 und 1947 gewann er den 50-km-Lauf in Ounasvaara. Anfang März 1945 kam er bei den Lahti Ski Games auf den zweiten Platz über 50 km.  Im folgenden Jahr siegte er erstmals bei den Lahti Ski Games über 50 km. Dies wiederholte er zwei Jahre später vor seinem Bruder Pekka Vanninen. Bei den Olympischen Winterspielen 1948 in St. Moritz holte er die Bronzemedaille über 50 km.